# 1924년 전조선야구쟁패전
1924년 전조선야구쟁패전은 전조선야구쟁패전의 1924년 시즌 야구 대회이다. 1924년 9월 14일에 일제강점기 조선 경기도 경성부에 있는 만철운동장에서 개최되었다.

## 경기장
| 경기장     | 도시 | 좌석 | 수용 | 비고 |
| ---------- | ---- | ---- | ---- | ---- |
| 만철운동장 | 경성 |      |      |      |

## 야구단
| 야구단              | 도시 | 첫 참가 | 횟수 | 비고 |
| ------------------- | ---- | ------- | ---- | ---- |
| 전경중 야구단       | 경성 | 1924    | 1    |      |
| 전대구 야구단       | 대구 | 1924    | 1    |      |
| 전평양 야구단       | 평양 | 1924    | 1    |      |
| 함흥체육협회 야구단 | 함흥 | 1924    | 1    |      |

## 경기 결과
|  | 4강                 | 4강           |                 |    | 결승 | 결승 |
|  |                     |               |                 |    |      |      |
|  | 9월 14일 - 경성     |               |                 |    |      |      |
|  |                     |               |                 |    |      |      |
|  | 전대구 야구단       | 12A           |                 |    |      |      |
|  | 전대구 야구단       | 12A           | 9월 14일 - 경성 |    |      |      |
|  | 전평양 야구단       | 1             |                 |    |      |      |
|  | 전평양 야구단       | 1             | 전대구 야구단   | 1  |      |      |
|  | 9월 14일 - 경성     |               | 전대구 야구단   | 1  |      |      |
|  |                     | 전경중 야구단 | 2               |    |      |      |
|  | 전경중 야구단       | 전경중 야구단 | 2               | 30 |      |      |
|  | 전경중 야구단       |               |                 | 30 |      |      |
|  | 함흥체육협회 야구단 | 2             |                 |    |      |      |
|  | 함흥체육협회 야구단 | 2             |                 |    |      |      |

1924년 9월 14일에 만철운동장에서 진행된 전대구 야구단과 전평양 야구단 간의 4강 첫 번째 경기는 전대구 야구단이 12:1로 이기며 결승에 진출했고, 전경중 야구단과 함흥체육협회 야구단 간의 4강 두 번째 경기는 전경중 야구단이 30:2로 이기며 결승에 진출했다. 같은 날 진행된 전대구 야구단과 전경중 야구단 간의 결승 경기는 전경중 야구단이 2:1로 이기며 우승을 차지했다.

## 참고 문헌
- 대한체육회 100주년 기념사업부 (2020). 《대한민국 체육 100년》. 대한체육회.
- 《대한민국 체육 100년 Ⅰ 통사 (민족과 함께 한 대한민국 체육 100년)》. 대한체육회. 2020.
- 《대한민국 체육 100년 Ⅱ 민족의 구심체, 조선체육회 (1920~1945)》. 대한체육회. 2020.
- 《대한민국 체육 100년 Ⅲ 세계를 향한 도전 (1945~1980)》. 대한체육회. 2020.
- 《대한민국 체육 100년 Ⅳ 스포츠로 꽃피운 대한민국 (1981~2000)》. 대한체육회. 2020.
- 《대한민국 체육 100년 Ⅴ 스포츠강국을 넘어 선진국으로(2001~2020)》. 대한체육회. 2020.
- 《한국야구사》. 대한야구협회. 1999.
- 홍순일 (2013). 《한국 야구사 연표》 (PDF). 한국야구위원회.
- “野球爭覇决勝(야구쟁패결승)”. 조선일보. 1924년 9월 16일.
- “善勝惜敗(선승석패)”. 조선일보. 1924년 9월 17일.